# Mississippi Sheiks
Mississippi Sheiks — популярная и влиятельная американская кантри-блюз-группа 1930-х годов.
В 2008 году блюзовый сингл группы «Sitting on Top of the World» (1930) был включен в Зал славы Грэмми.

## История группы
Mississippi Sheiks, главным образом, состояла из членов семьи Чэтмон, которая происходила из Болтона (Миссисипи) и была весьма известна в районе Дельты в целом. Отец семейства — Хендерсон Чэтмон (Henderson Chatmon) — в период рабства сам был музыкантом с хорошими техническими навыками. Его дети росли в музыкальной атмосфере, и наиболее известным из них стал гитарист Арментер Чэтмон (Armenter Chatmon), более известный как Бо Картер, который помимо участия в Sheiks сделал успешную сольную карьеру, что, возможно, поспособствовало успеху группы.
К моменту первой записи в 1930 году в состав группы Картера входили братья Лонни Чэтмон (фиддл) и Сэм Чэтмон (гитара), а также Уолтер Винсон (гитара). Чуть позже присоединился Чарли МакКой (не путать с другим американским музыкантом). Настоящим центром группы стали Лонни Чэтмон и Уолтер Винсон.

## Музыка
Сольные работы Бо Картера отличались заметным сексуальным зарядом в песнях, и это отразилось на стиле группы в целом. Mississippi Sheiks гастролировали по югу США, добираясь и до северных регионов (например, Чикаго и Нью-Йорк).
Первый и главный успех коллектива связан с композицией «Sitting on Top of the World» (1930), позднее записываемой Доком Уотсоном, Бобом Уиллисом (несколько раз), Хаулин Вулфом, Нэтом Кингом Коулом, Биллом Монро, Гарри Белафонти, Фрэнком Синатрой, Бобом Диланом, Cream, Grateful Dead, Джефом Хили, Джоном Ли  Хукером, Биллом Фризеллом и Джэком Уайтом. Песня также звучит в качестве музыкальной темы в фильме Лицо в толпе (1957) режиссёра Элиа Казана с Энди Гриффитом в главной роли. За пять лет своей творческой жизни Mississippi Sheiks записали свыше 70 песен для таких лейблов, как Okeh, Paramountи Bluebird.